# كانتون مونتكريستي
كانتون مونتكريستي (بالإنجليزية: Montecristi Canton)‏ هو كانتون في الإكوادور، يتبع مقاطعة مانابي، عاصمته Montecristi ‏.